# Leoluca Orlando

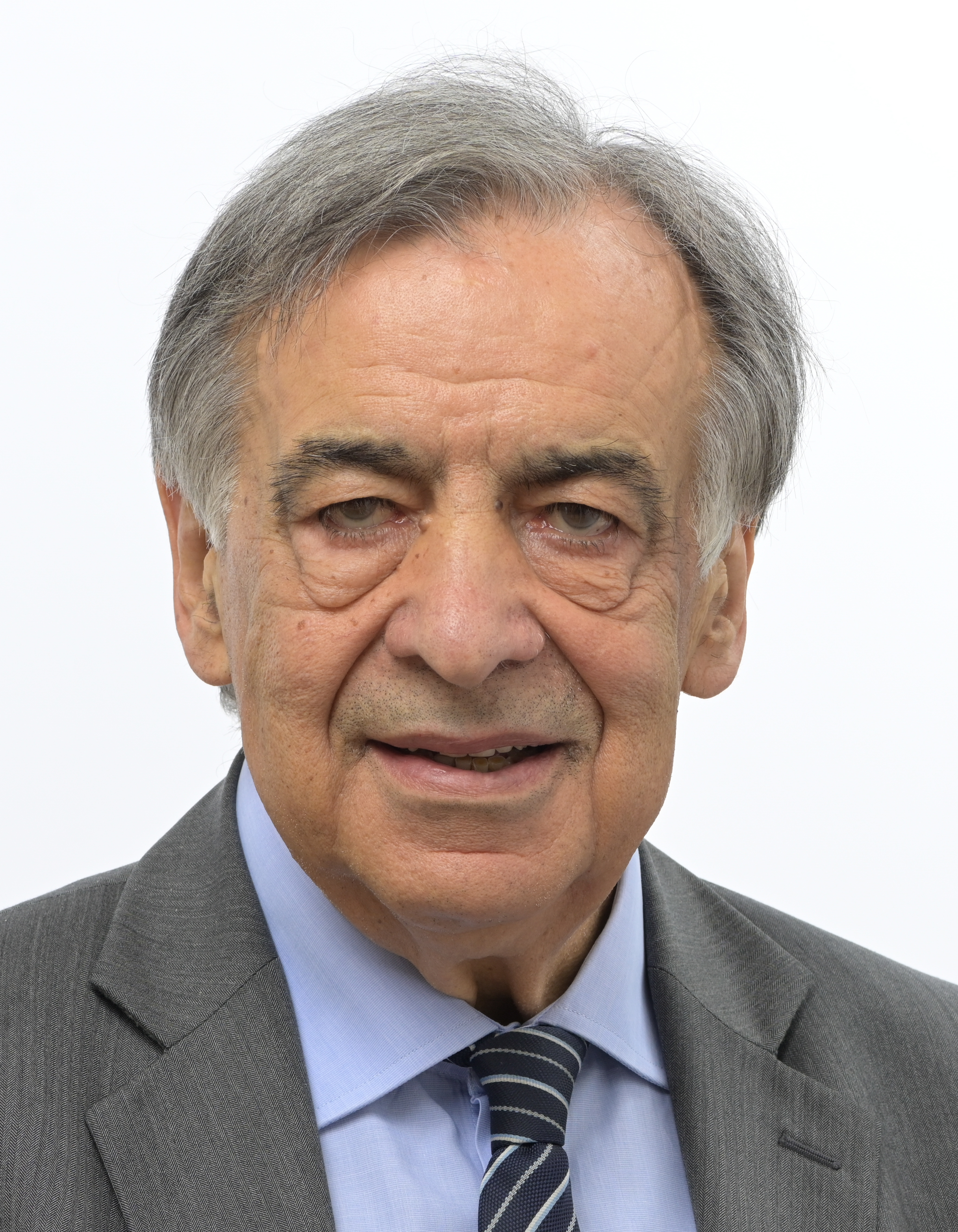
Leoluca Orlando (2024)

Leoluca Orlando (* 1. August 1947 in Palermo) ist ein italienischer Jurist und Politiker. Er ist seit 2024 Mitglied des Europäischen Parlaments, dem er bereits von 1994 bis 1999 angehörte. Von 1985 bis 1990, von 1993 bis 2000 und von Mai 2012 bis Juni 2022 war Orlando Bürgermeister von Palermo. Außerdem war er Abgeordneter des sizilianischen Parlaments und des italienischen Abgeordnetenhauses. Zudem war Orlando von 1991 bis 1999 Vorsitzender der von ihm gegründeten Partei La Rete. Er wurde durch seinen Kampf gegen die Mafia international bekannt und lebt seit Jahrzehnten unter Personenschutz.

## Herkunft und Ausbildung
Leoluca Orlandos Eltern zählten zur sizilianischen Elite: sein Vater war Jurist und kam aus einer großbürgerlichen Juristenfamilie, seine Mutter entstammte altem sizilianischen Adel. Er besuchte zunächst eine Jesuitenschule in Palermo. Danach studierte er Rechtswissenschaft in Palermo und Heidelberg und war dann in Palermo als Professor für Öffentliches Regionalrecht an der juristischen Fakultät der Universität Palermo und als Anwalt am Corte Suprema di Cassazione tätig. Orlando war ab 1978 ein Berater der Mittelmeerländer in der OSZE in Paris und zugleich auch ein juristischer Berater des Präsidenten der Region Sizilien, Piersanti Mattarella (1935–1980), bis dieser am 6. Januar 1980 von der Mafia ermordet wurde.

## Politische Karriere
Von 1980 bis 1985 war Orlando Stadtrat von Palermo. Damals war er Mitglied der italienischen Partei der Christdemokraten (Democrazia Cristiana, DC). 1985 wurde Orlando auf der Liste der DC zum Bürgermeister von Palermo gewählt. Er bildete auch mit linken Abgeordneten ein Bündnis, das radikal mit den bisherigen politischen Praktiken brechen wollte. So sollten vor allem diejenigen Firmen, die unter dem Verdacht einer Mafia-Kontrolle standen, von kommunalen Aufträgen ausgeschlossen werden. Rückblickend wird diese Zeit als Primavera di Palermo („Frühling von Palermo“) bezeichnet. Bei der Kommunalwahl 1990 wurde Orlando mit 70.000 Vorzugsstimmen erneut in den Stadtrat von Palermo gewählt. Die Democrazia Cristiana hatte dort die absolute Mehrheit, aufgrund innerparteilichem Widerstand wurde aber nicht Orlando, sondern ein Parteikollege zum Bürgermeister gewählt.
Seine Bemühungen einer Erneuerung der Democrazia Cristiana stießen auf immer stärkeren Widerstand. Daher trat er 1991 aus der DC aus und gründete dann die Demokratiebewegung La Rete („Das Netz“). Darüber hinaus versuchte er mit einem komplexen Projekt der zivilen Erneuerung, den Einfluss der Mafia im sizilianischen Alltag zurückzudrängen. Eine lange Reihe von Programmen – vor allem im Bereich von Kultur und Erziehung – zielte auf die Förderung einer neuen Kultur der Legalität. Wegen seines Kampfes gegen die organisierte Kriminalität war Orlando an Leib und Leben bedroht. Er galt über viele Jahre hinweg als höchstplatziert auf einer sogenannten „Abschussliste“. Er hielt an der Bekämpfung von organisierter Kriminalität und Korruption fest. In einem „Kampf der Frauen“ fand Orlando ungewöhnlich breite Unterstützung in der weiblichen Bevölkerung.

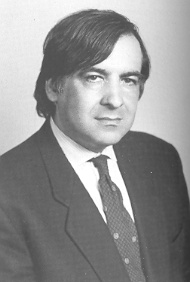
Orlandos Abgeordnetenporträt 1992

Bei der Regionalwahl in Sizilien 1991 bekam „La Rete“ 7,3 Prozent der Stimmen und Orlando erhielt einen Sitz in der sizilianischen Regionalversammlung. Im Jahr darauf bekam seine Partei bei der italienischen Parlamentswahl 1,9 Prozent (in Sizilien 8,8 Prozent) und Orlando wurde Abgeordneter in der Camera dei deputati. 1993 wurden die Bürgermeister in Italien erstmals direkt von den Bürgern gewählt, Orlando erhielt bei dieser Wahl in Palermo als gemeinsamer Kandidat von La Rete und verschiedenen linken Parteien 75,2 Prozent der Stimmen und wurde erneut Stadtoberhaupt. In der Folge hob er sämtliche Verträge der Stadt Palermo mit Unternehmungen auf, welche unter Verdacht standen, unter der Kontrolle von Mafia-Familien zu stehen. 1994 wurde er für La Rete in das Europäische Parlament gewählt und war dort bis 1999 Abgeordneter in der Fraktion Die Grünen. Er war stellvertretender Vorsitzender der Delegation im Gemischten Parlamentarischen Ausschuss EU-Malta und gehörte dem Ausschuss für Grundfreiheiten und innere Angelegenheiten des EU-Parlaments an. 
1997 wurde Orlando mit 59 % für eine dritte Amtszeit als Bürgermeister von Palermo bestätigt. Mit Francesco Rutelli (Rom), Massimo Cacciari (Venedig), Enzo Bianco (Catania) und anderen Bürgermeistern, die das Mitte-links-Bündnis L’Ulivo von Romano Prodi unterstützten, gründete er das Netzwerk Centocittà („hundert Städte“). Dieses ging 1999 ebenso wie Orlandos Partei La Rete in der Partei I Democratici auf. Im Jahr 2000 wurde Orlando Präsident des Sicilian Renaissance Institute. Im Dezember 2000 trat er als Bürgermeister von Palermo zurück, um bei der Regionalwahl im Jahr darauf als Spitzenkandidat des Mitte-links-Bündnisses L’Ulivo für das Amt des Regionalpräsidenten von Sizilien zu kandidieren. Bei der Wahl im Juni 2001 wurde Orlando mit knapp einer Million Stimmen ins sizilianische Parlament gewählt. Er unterlag zwar deutlich mit 36,6 zu 59,1 % der Stimmen dem Berlusconi nahestehenden Mitte-rechts-Kandidaten Salvatore Cuffaro, erreichte aber einen persönlichen Erfolg, da er über 200.000 Stimmen mehr als die ihn unterstützenden Parteien erhielt. Damit wurde er Oppositionsführer in der sizilianischen Regionalversammlung.
Im April 2006 wurde Orlando als Kandidat der Partei Italia dei Valori, die vom Anti-Korruptions-Richter Antonio Di Pietro angeführt wurde und zum Mitte-links-Bündnis L’Unione gehörte, in die italienische Abgeordnetenkammer gewählt. Dort war er Sprecher der Italia-dei-Valori-Fraktion im Ausschuss für auswärtige und EU-Angelegenheiten und übernahm außerdem den Vorsitz in der gemeinsamen Kommission beider Parlamentskammern für regionale Fragen. Außerdem war er ab Juli 2006 Sprecher der Partei Italia dei Valori. Bei den Kommunalwahlen im Mai 2007 bewarb sich Orlando erneut als Bürgermeister für Palermo und verlor knapp die Wahl gegen einen Vertreter des Mitte-rechts-Bündnisses. Orlando sprach von Wahlbetrug und forderte erfolglos von Innenminister Giuliano Amato eine Annullierung der Wahl. Der Schriftsteller Roberto Alajmo wertete diese Niederlage weniger als einen Sieg des rechten Gegenkandidaten, denn als Triumph des „Berlusconismus“ und damit einer breiten Abwendung vom Staat und der Bevorzugung kurzfristiger egoistischer Vorteile.
Bei der Kommunalwahl im Mai 2012 unternahm Orlando einen erneuten Anlauf, unterstützt von Italia dei Valori, Kommunisten und Grünen, und wurde mit 47,4 Prozent der Stimmen im ersten und 72,4 Prozent im zweiten Wahlgang zum vierten Mal zum Bürgermeister von Palermo gewählt. Als die Provinz Palermo 2016 in eine Metropolitanstadt umgewandelt wurde, übernahm Orlando zusätzlich das Amt des Metropolitanbürgermeisters. Ein fünftes und letztes Mandat als Stadtoberhaupt bekam er 2017, als er als Kandidat eines Mitte-links-Bündnisses 46,3 Prozent der Stimmen erhielt. Bei der Bürgermeisterwahl am 12. Juni 2022 trat Orlando nicht erneut an, eine weitere Amtszeit erlaubten die italienischen Gesetze nicht.
Bei der Europawahl 2024 trat Orlando auf dem ersten Listenplatz der Alleanza Verdi e Sinistra im Wahlkreis italienische Inseln (Sizilien und Sardinien) an und wurde erneut ins Europäische Parlament gewählt. Dort sitzt er in der Fraktion der Grünen / Freie Europäische Allianz und ist Mitglied im Ausschuss für auswärtige Angelegenheiten.

## Familie, Bücher, Filme
Orlando ist verheiratet und hat zwei Töchter. 2002 veröffentlichte er seine Autobiografie „Ich sollte der Nächste sein“ und zuletzt auch eine Sammlung von Erzählungen unter dem Titel „Der sizilianische Karren“. Sizilien symbolisiert er darin mit einem Karren, der nur mit den zwei Rädern von Demokratie und Legalität einerseits und dem Rad der Kultur wieder vorankommen kann.
In der Filmdokumentation Palermo flüstert (2000) des Münchner Regisseurs Wolf Gaudlitz hat Leoluca Orlando einen Auftritt, in dem er symbolträchtig die Uhr des Rathauses von Palermo repariert. Gaudlitz machte bereits 1993 Orlando dem deutschen Fernsehpublikum mit einem Dokumentarfilm bekannt.

## Kritik
Die tatsächliche Rolle von Orlando im Kampf gegen die Mafia war umstritten. Der Mafiajäger Giovanni Falcone († 1992) nannte sie reine Rhetorik. So war Orlando in seiner Funktion als Bürgermeister von Palermo 1990 mit seinem Versuch, einen Gegenpol zum Antimafia-Pool zu bilden, für die damalige Spaltung im Kampf gegen die Mafia verantwortlich und geriet hierfür stark in die Kritik. Hierbei machte Orlando nicht immer mit dem tatsächlichen Ermittlungsstand übereinstimmende Aussagen zu noch laufenden Verfahren, die er als abgeschlossen bezeichnete, was zu teils heftigen, in der Öffentlichkeit ausgetragenen Wortgefechten mit dem damaligen Leiter des Antimafia-Pools Giovanni Falcone führte.
In Umfragen der wirtschaftsnahen Tageszeitung "Il Sole 24 Ore" wurde Orlando 2020 zum unbeliebtesten und 2021 zum drittunbeliebtesten Bürgermeister Italiens gewählt. Im Kontrast hierzu schnitt er in einer Umfrage der Universität Rom III 2020 als einer der beliebtesten Politiker Italiens ab.

## Werke
- Contributo allo studio del coordinamento amministrativo. Milano, 1974
- Teoria organica e stato apparato. Palermo, 1979
- Ich sollte der Nächste sein. Zivilcourage – die Chance gegen Korruption und Terror. Herder, Freiburg 2002, ISBN 3-451-27985-1
  - englisch: Fighting the Mafia and Renewing Sicilian Culture. Encounter Books, New York City 2003
- Der sizilianische Karren. Impressionen aus einem bewegten Leben. Fischer Taschenbuch, Frankfurt am Main 2004, ISBN 3-250-60063-6
- Leoluca Orlando racconta la mafia 2007, ISBN 8802077762
  - deutsch: Leoluca Orlando erzählt die Mafia 2008
- Sizilien für das Handgepäck: Geschichten und Berichte – ein Kulturkompass, Unionsverlag 2012. ISBN 978-3-293-20551-2
- Una rondine fa Primavera., Palermo, 2012
- Il futuro è adesso – La grande Rete e la terza Repubblica. Melampo editore, 2013

## Auszeichnungen
- 1998: Gran Cruz de la Orden del Mérito Civil – König Juan Carlos I. zeichnet Orlando mit dem Großen Bürgerlichen Verdienstkreuz aus
- 1999: Goethe-Medaille – Das Goethe-Institut in Weimar verleiht ihm die Medaille u. a. für seine Bemühungen zur Errichtung einer gerechteren Gesellschaft
- 1999: Ehrenbürgerwürde von Chengdu (Volksrepublik China), einer Partnerstadt Palermos
- 2000: European Civic Price – (Europäischer Bürgerpreis) verliehen von den Parteiengruppierungen der Demokraten und der Liberalen im Europäischen Parlament „für seinen Einsatz gegen die organisierte Kriminalität und zugunsten der zivilen Erneuerung von Palermo“.
- Ehrenbürgerschaft des Los Angeles County
- 2000: Bayard Rustin Human Rights Award – überreicht vom amerikanischen Lehrerverband
- 2000: Ehrenbürgermeister auf Lebenszeit im kolumbianischen Palermo
- 2001: Ehrenprofessorenwürde an der Solkan-Saba Orbeliani University von Tiflis (Georgien)
- 2001: Puschkin-Preis der Stadt Sankt Petersburg, da er „aus Palermo ein internationales Zentrum für Bühnenkunst gemacht hatte“.
- 2002: Legion de la libertad – verliehen von dem kulturellen Institut „Ludwig von Mises“ in Mexiko-Stadt
- 2004: Ehrendoktorwürde der Universität Trier
- 2005: Erich-Maria-Remarque-Friedenspreis der Stadt Osnabrück
- 2008: Humanismus-Preis des Deutschen Altphilologenverbandes
- 2008: Konrad-Adenauer-Preis der Stadt Köln
- 2012: Ehrenbürger der Stadt Prizzi
- 2013: Gold Medal of Merit von ASILM (American Society of Italian Legions of Merit)
- 2013: Ehrenpreis des Deutschen Nachhaltigkeitspreises für seine Zivilcourage und seine Verdienste für die Stadt Palermo
- 2018: Heinrich-Heine-Preis der Stadt Düsseldorf
- 2019: Nord-Süd-Preis
- 2020: Großes Bundesverdienstkreuz
- 2020: Four Freedoms Award

## Film
- Gezählte Tage – Aus dem Leben von Leoluca Orlando. Fernsehdokumentarfilm, Deutschland, 1993, 70 Min., Regie: Wolf Gaudlitz, Produktion: Duo Film GmbH, Radio Bremen, Erstsendung: 21. Oktober 1993, ARD

## Belege
1. ↑  „Erst Heidelberger Student – dann Kämpfer gegen die Mafia: Prof. Orlando spricht in der Alten Aula“ (Memento vom 1. Juli 2007 im Internet Archive), Universität Heidelberg, 23. November 2004.
2. ↑  Offizielle Ergebnisse beim Italienischen Innenministerium.
3. ↑  „Kommunalwahlen in Italien. Mitte-Rechts triumphiert im Norden“, Konrad-Adenauer-Stiftung, 31. Mai 2007.
4. ↑  „Leoluca Orlando. Der gute Pate von Palermo“, Süddeutsche Zeitung, 12. Mai 2007.
5. 1 2  „Wir befinden uns in einer vorrevolutionären Situation“. In: Tagesspiegel. 3. August 2007 (Online).
6. ↑  „Center-right wins Sicily mayorships; Berlusconi says it's the beginning of the end for Prodi“, AP / International Herald Tribune, 14. Mai 2007.
7. ↑  Heribert Prantl: Nicht allein gegen die Mafia, sueddeutsche.de vom 12. Juni 2022 (SZ+)
8. ↑  Palermo flüstert (Memento vom 1. Dezember 2005 im Internet Archive), Film-Homepage mit Bildern, Rezensionen u. a.
9. ↑  siehe S. 126/127 in Ich sollte der nächste sein, Polemik von Leonardo Sciacia und S. 37–47 Der sizilianische Karren zum selben Thema.
10. ↑  Repubblica, 22. Mai 1990.
11. ↑  Classifica sindaci e governatori 2020: Leoluca Orlando è all’ultimo posto. In: LiveUnipa. 6. Juli 2020, abgerufen am 21. Dezember 2021 (italienisch).
12. ↑  La classifica dei sindaci, a Palermo solo l'assessore Catania difende l’Orlando sgradito. Abgerufen am 7. Juli 2021 (italienisch).
13. ↑  Leoluca Orlando è tra i sindaci più amati in Italia. Leoluca Orlando ist einer der beliebtesten Bürgermeister Italiens. 4. Juni 2020, abgerufen am 4. Dezember 2021 (italienisch).

| Personendaten    | Personendaten                                                              |
| ---------------- | -------------------------------------------------------------------------- |
| NAME             | Orlando, Leoluca                                                           |
| KURZBESCHREIBUNG | italienischer Jurist und Politiker, Mitglied der Camera dei deputati, MdEP |
| GEBURTSDATUM     | 1. August 1947                                                             |
| GEBURTSORT       | Palermo                                                                    |